# Aspidiophorus pleustonicus
Aspidiophorus pleustonicus is een buikharige uit de familie Chaetonotidae. Het dier komt uit het geslacht Aspidiophorus. Aspidiophorus pleustonicus werd in 1991 voor het eerst wetenschappelijk beschreven door Kisielewski. 